# Luciana Baccalin
Luciana Baccalin (Cortina d'Ampezzo, 27 novembre 1925 – ...) è stata una giocatrice di curling italiana, giocatrice del Curling Club Dolomiti.
Ha fatto parte della nazionale italiana di curling ed è stata campionessa d'Italia nel 1976.